# Australia en los Juegos Olímpicos de Invierno

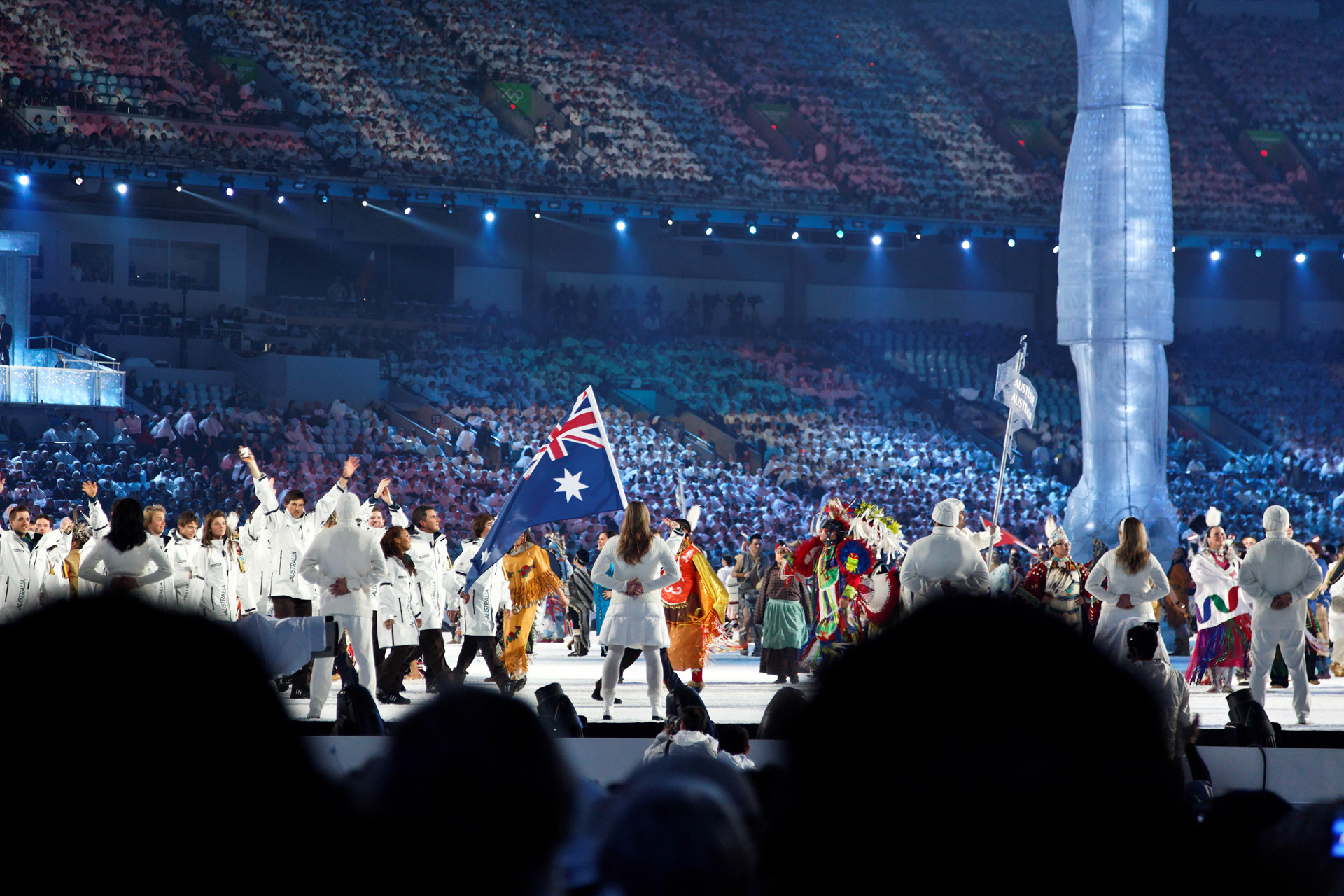
Equipo australiano durante la ceremonia de inauguración de los Juegos Olímpicos de Vancouver 2010. La abanderada fue la snowboarder Torah Bright, encabezando una delegación de cuarenta deportistas, igualando el número de participantes en los Juegos de Turín 2006.

La participación de Australia en los Juegos Olímpicos de Invierno se inició en los juegos de Garmisch-Partenkirchen 1936. Desde entonces hasta Sochi 2014, solo ha dejado de asistir a los de 1948 en Sankt Moritz (Suiza).
El equipo australiano logró su primera medalla, un bronce, en 1994 en la prueba de 5000 metros relevos masculina de patinaje de velocidad. Los integrantes del equipo que logró la medalla de bronce fueron Steven Bradbury, Kieran Hansen, Andrew Murtha y Richard Nizielski. La primera medalla en una prueba individual fue el bronce conseguido por Zali Steggall en la prueba del eslalon femenino de esquí alpino en los juegos de 1998. Las primeras medallas de oro se consiguieron en los Juegos Olímpicos de Salt Lake City 2002, donde Steven Bradbury logró imponerse en los 1000 metros masculinos de patinaje de velocidad y Alisa Camplin en la modalidad aerial del esquí acrobático. De esta forma, Australia es el único país del hemisferio sur en haber logrado alguna medalla de oro en la historia de los Juegos Olímpicos de Invierno, contando hasta los últimos disputados, los de Turín 2006.
En los Juegos Olímpicos de Turín 2006, Australia estuvo representada por 40 deportistas que compitieron en 10 eventos distintos, siendo ambas cifras un récord en la historia de la delegación australiana. Por vez primera había un objetivo claro de ganar al menos una medalla de oro, objetivo que se alcanzó con el oro de Dale Begg-Smith.

## Historia
El primer atleta australiano en disputar unos juegos de invierno fue Kenneth Kennedy, en el año 1936, compitiendo en la prueba de patinaje de velocidad. Kennedy quedó en la posición 29 de la prueba de 500 metros.
Las dos siguientes ediciones de los juegos quedaron suspendidas debido a la Segunda Guerra Mundial. Cuando se reanudó la competición en 1948, Australia no estuvo representada con ningún deportista, pero sí lo ha estado en el resto de juegos desde 1952. En dichos juegos, disputados en Oslo, participaron nueve atletas australianos, con un décimo puesto como mejor resultado en la prueba de patinaje artístico. En la siguiente edición, disputada en la localidad italiana de Cortina d'Ampezzo en 1956, se logró el mejor resultado hasta 1976, los dos séptimos puestos logrados por Colin Hickey en las pruebas de 500 y 1.500 metros de patinaje de velocidad.
En los Juegos Olímpicos de Squaw Valley 1960 la delegación australiana tuvo su equipo más numeroso, formado por 31 atletas, hasta los juegos de 2006. El número de atletas fue tan alto gracias a la primera participación del equipo australiano de hockey sobre hielo. En esta edición Hal Nerdal compitió para Australia en el combinado nórdico, la única vez que un esquiador australiano lo ha hecho en unos Juegos Olímpicos.
En contraste con esta numerosa participación, las siguientes fueron especialmente escasas. Los seis esquiadores que representaron a Australia en los Juegos Olímpicos de Innsbruck 1964 lo hicieron en una única prueba, y en los juegos de 1968 y 1972 solo se enviaron tres y cuatro atletas, respectivamente. Pero la competición de 1964 se vio marcada por la muerte del joven esquiador australiano Ross Milne, días antes de la ceremonia de inauguración, producida en un accidente mientras realizaba un descenso. Su hermano, Malcolm Milne, representó a Australia en los dos siguientes juegos, y llegó a ganar una prueba de la Copa del Mundo, quedando tercero del Campeonato Mundial. Según él, ayudado por la motivación ante las insinuaciones de que países como Australia o Nueva Zelanda no podían competir olímpicamente por la inexperiencia de sus esquiadores, surgidas tras la muerte de su hermano.
El patinador de velocidad Colin Coates participó en las olimpiadas de invierno desde 1968 hasta 1988, logrando un sexto puesto en los Juegos Olímpicos de Innsbruck 1976, el mayor logro australiano hasta ese momento, en la carrera de 10 000 metros masculina. En sus últimos juegos, los de Calgary 1988, viajó como entrenador en la delegación australiana, y a pesar de no contar con la aprobación del Comité Nacional, cuando llegó el momento de la carrera de 10 000 metros se vistió con el uniforme australiano y consiguió la mejor marca de su carrera. Los Juegos Paralímpicos de Invierno comenzaron en 1976, y desde entonces Australia ha asistido a cada una de sus ediciones.
El equipo australiano de relevos de patinaje llegó a los Juegos Olímpicos de Albertville 1992 como campeón del mundo, sin embargo no pudo proclamarse campeón olímpico, habiendo quedado eliminado en las semifinales de la prueba. Ese mismo año, en 1992, Australia ganó sus primeras medallas paralímpicas de invierno, sumando un total de cuatro, con un oro, una plata y dos bronces. Tras la decepción de Albertville, el equipo de relevos pudo resarcirse en los Juegos Olímpicos de Lillehammer 1994, consiguiendo inaugurar el registro de medallas olímpicas de invierno para Australia, con una tercera posición. Zali Steggall ganó la primera medalla individual, un bronce en la prueba de eslalon femenino de esquí alpino, en los Juegos Olímpicos de Nagano 1998.

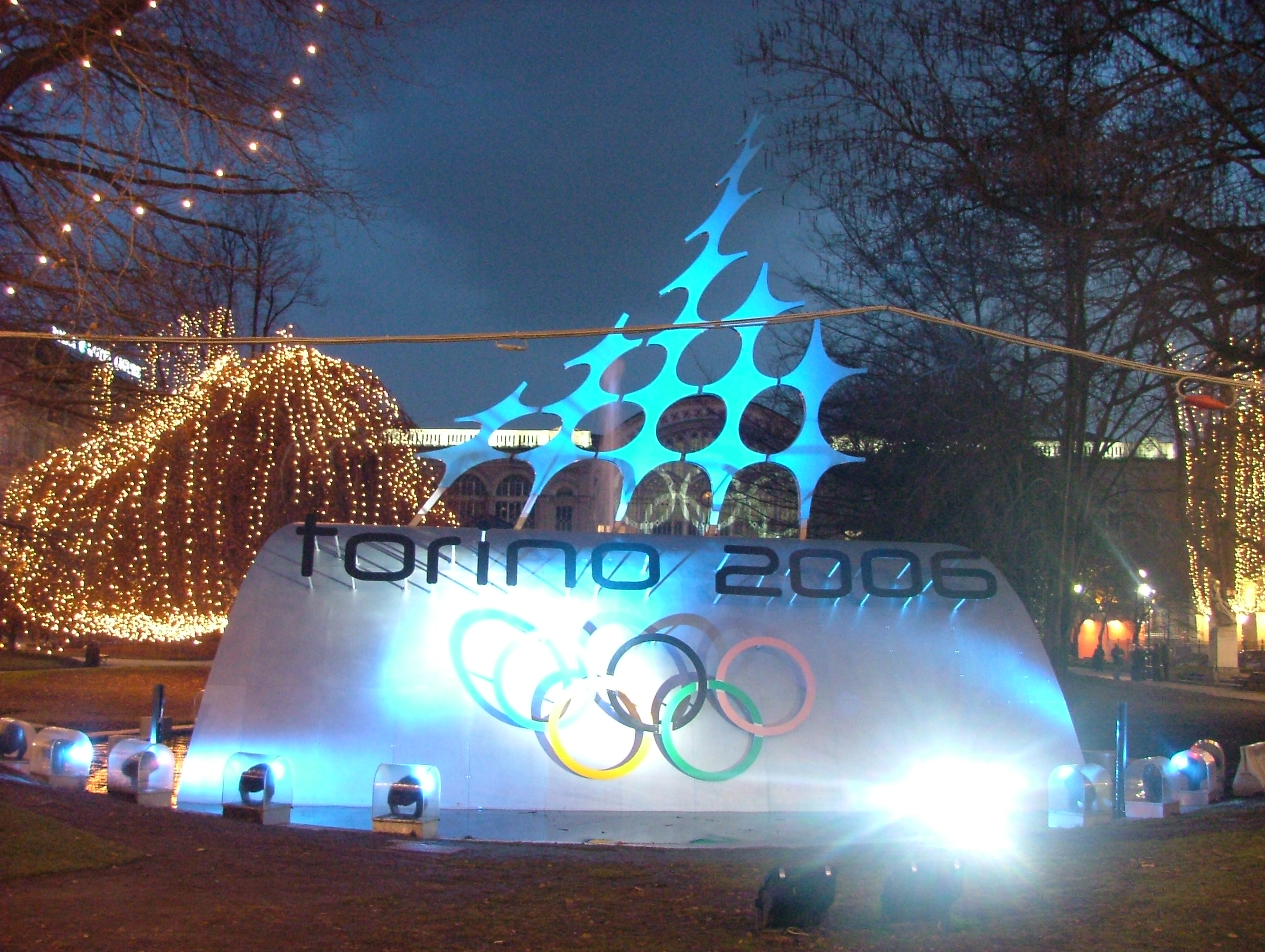
Australia se consolidó en los Juegos Olímpicos de Turín entre los equipos fijos en el medallero, con una medalla de oro y otra de bronce. 40 deportistas australianos compitieron en 10 pruebas distintas.

En Salt Lake City 2002 llegaron las dos primeras medallas de oro. El patinador Steven Bradbury, que formaba parte del equipo de relevos ganador del bronce de 1994, se impuso en la prueba de velocidad de los 1000 metros. En la modalidad aerial de esquí acrobático se esperaba una medalla para Australia de manos de Jacqui Cooper, pero una lesión en unos entrenamientos le impidió disputar la prueba. Sin embargo Alisa Camplin, que no figuraba como favorita para medallas, se impuso en dicha competición, consiguiendo la segunda medalla de oro de Australia.
En los Juegos Olímpicos de Turín 2006, la larga delegación australiana, con un total de 40 deportistas, acudió a la competición en los Alpes con el claro objetivo de sumar alguna medalla. De nuevo el esquí acrobático parecía una buena opción para ello, con varias esquiadoras australianas como favoritas. En la modalidad aerial Lydia Ierodiaconou se lesionó en un mal aterrizaje en la segunda ronda de clasificación, y Jacqui Cooper, que había pasado en primer lugar en las rondas clasificatorias, se cayó en sus dos últimos saltos, descartando así cualquier opción de medalla. Por su parte, Alisa Camplin quedó en tercer lugar, logrando su segunda medalla olímpica. En la modalidad mogul el esquiador Dale Begg-Smith cumplió los pronósticos y se llevó la medalla de oro. Otras posibilidades de medalla para el equipo australiano eran Torah Bright y Damon Hayler, compitiendo en pruebas de snowboard, pero quedaron en quinta y séptima posición, respectivamente. El equipo de relevos masculino de patinaje de velocidad tenía también una buena oportunidad de ocupar un buen lugar, al haber tan solo ocho equipos compitiendo, pero finalmente quedaron en sexta posición.

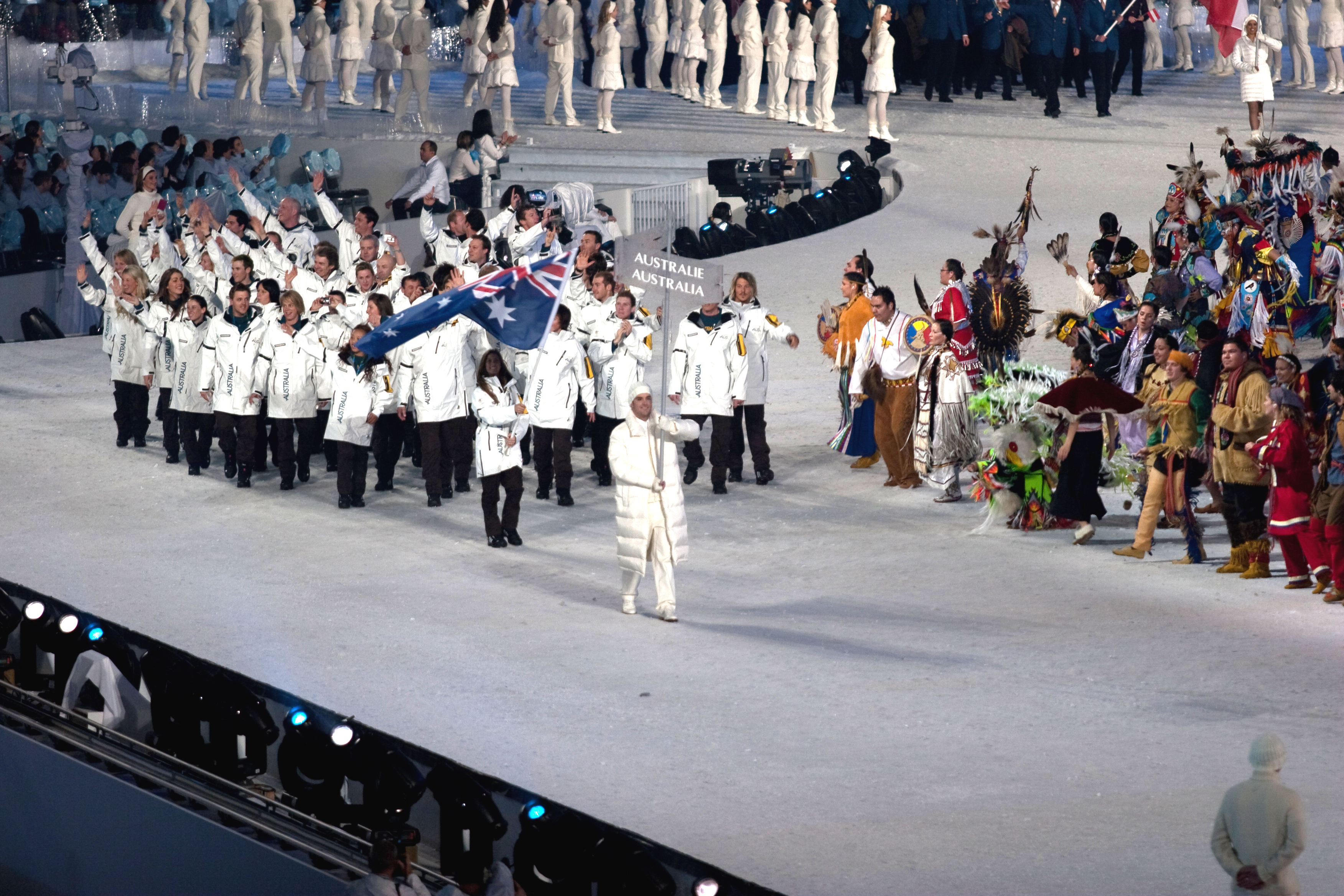
Deportistas australianos durante la ceremonia de apertura de Vancouver 2010.

El mismo número de deportistas, un total de 40, representaron a Australia en los Juegos Olímpicos de Vancouver 2010, en los que obtuvieron los mejores resultados en cuanto a medallas de oro, hasta la fecha. Torah Bright, abanderada australiana durante la ceremonia de apertura de los juegos, sí consiguió subir al podio en esta ocasión, ganando la medalla de oro en el halfpipe de snowboard. A esta medalla se sumó la de oro obtenida por Lydia Lassila en los saltos femeninos del esquí acrobático; y la de plata de Dale Begg-Smith en el evento masculino de baches, también de esquí acrobático. De esta manera Australia se consolidaba como uno de los dominadores de dicho deporte, quedando en tercera posición del medallero de un total de seis eventos. Además consiguieron diploma olímpico Jacqui Cooper, quinta en los saltos femeninos de esquí acrobático; Scott Kneller, séptimo en el campo a través masculino de esquí acrobático; Tatiana Borodulina, séptima en los 1000 metros femeninos del patinaje de velocidad; y Holly Crawford, octava en el halfpipe femenino de snowboard.

## Apoyo público
El interés y el apoyo en los deportes de invierno ha ido en aumento a lo largo del tiempo. La primera participación olímpica, consistente en un solo deportista, fue oficialmente admitida por la entonces Federación Olímpica Australiana después de evaluar minuciosamente a Kenneth Kennedy. A pesar de ello, la supervisión y el apoyo hacia Kennedy fueron relativamente escasos. Colin Hickey dijo que nunca se le había facilitado ropa o material deportivo desde la Federación, a excepción de un brazalete negro y una corbata en los Juegos Olímpicos de Oslo 1952, como muestra de respeto ante la muerte del rey Jorge VI del Reino Unido. También sostenía que los directivos australianos no tenían ningún control sobre él, pues solo se encargaban de comunicarle los horarios de los acontecimientos.
Después de los Juegos Olímpicos de 1960, donde el equipo australiano de hockey sobre hielo compitió por única vez, se inició un debate a cerca de los criterios de selección de los deportistas y sus participaciones. En una reunión en 1963, Kenneth Kennedy alegó que el equipo nacional de hockey sobre hielo no tenía ofertas de viajes para partidos internacionales porque no se encontraba entre los mejores del mundo, pero que nunca conseguirían ser más competitivos si no participaban en este tipo de partidos.
Tras los juegos de 1968, en los que el único esquiador alpino que acudió fue Malcolm Milne, el delegado de esquí Peter Blaxland explicó que Australia no debería mandar a un único esquiador por razones psicológicas. La respuesta fue contraria a esta proposición, expresando Wilfrid Kent Hughes desde el Comité Olímpico Australiano que los deportistas que no fuesen optimistas a cerca de su rendimiento deportivo podían no ser seleccionados.
En 1993 se instaló un centro de entrenamiento en Axams, cerca de Innsbruck en Austria. El centro, llamado Sonnpark nació fruto de un acuerdo entre los comités olímpicos de Australia y Austria, con el fin de desarrollar tanto los deportes de invierno como de verano. Sin embargo, Australia decidió vender el centro, y después de los juegos de Nagano en 1998 se creó el Instituto Olímpico de Invierno de Australia (inicialmente llamando Instituto Australiano de Deportes de Invierno).
En los Juegos Olímpicos de Salt Lake City 2002 Australia compitió en tan solo cinco deportes, el número más bajo desde 1984. No hubo representantes australianos en el esquí de fondo, algo que no ocurría desde 1976, y tampoco se pudo ver al equipo australiano de bobsleigh, que nunca había faltado a la cita olímpica desde su debut en 1988. El integrante del equipo de bobsleigh Will Alstergren aseguró que el equipo australiano hubiese sido capaz de vencer a la mitad de los equipos participantes en Salt Lake City, pero que aun así no pudieron alcanzar las marcas de corte del Comité Olímpico Australiano, que también influyeron en la no presencia de australianos en otros deportes como el esquí de fondo.
Los juegos de 2002 contaron con la mayor cobertura mediática vista hasta el momento en Australia, con programas dedicados en muchas de las emisoras más populares, como la Seven Network. Los triunfos de Steven Bradbury y Alisa Camplin se celebraron con la emisión de dos sellos conmemorativos, que siguieron a los emitidos en homenaje a los medallistas de oro en los Juegos Olímpicos de Sídney 2000. El sello de Bradbury fue distribuido el 20 de febrero, y el de Camplin el 22 de febrero, cuatro días después de sus respectivas victorias. Ambos atletas consideraron un honor la emisión de los sellos y la equiparación con las 39 leyendas previas del deporte australiano con sello propio. Aparte de esto, ambos recibieron la suma de 20.000 dólares AUD por la cesión de imagen para las estampillas.
La cobertura de los Juegos Olímpicos de 2006 también tuvo una considerable envergadura, especialmente por parte de la cadena Seven Network, cuyos anuncios y promociones estaban protagonizados por Steven Bradbury y Alisa Camplin. La Australian Broadcasting Corporation (ABC) cubrió los Juegos Paralímpicos de Invierno de 2006.

## Deportes de invierno en Australia

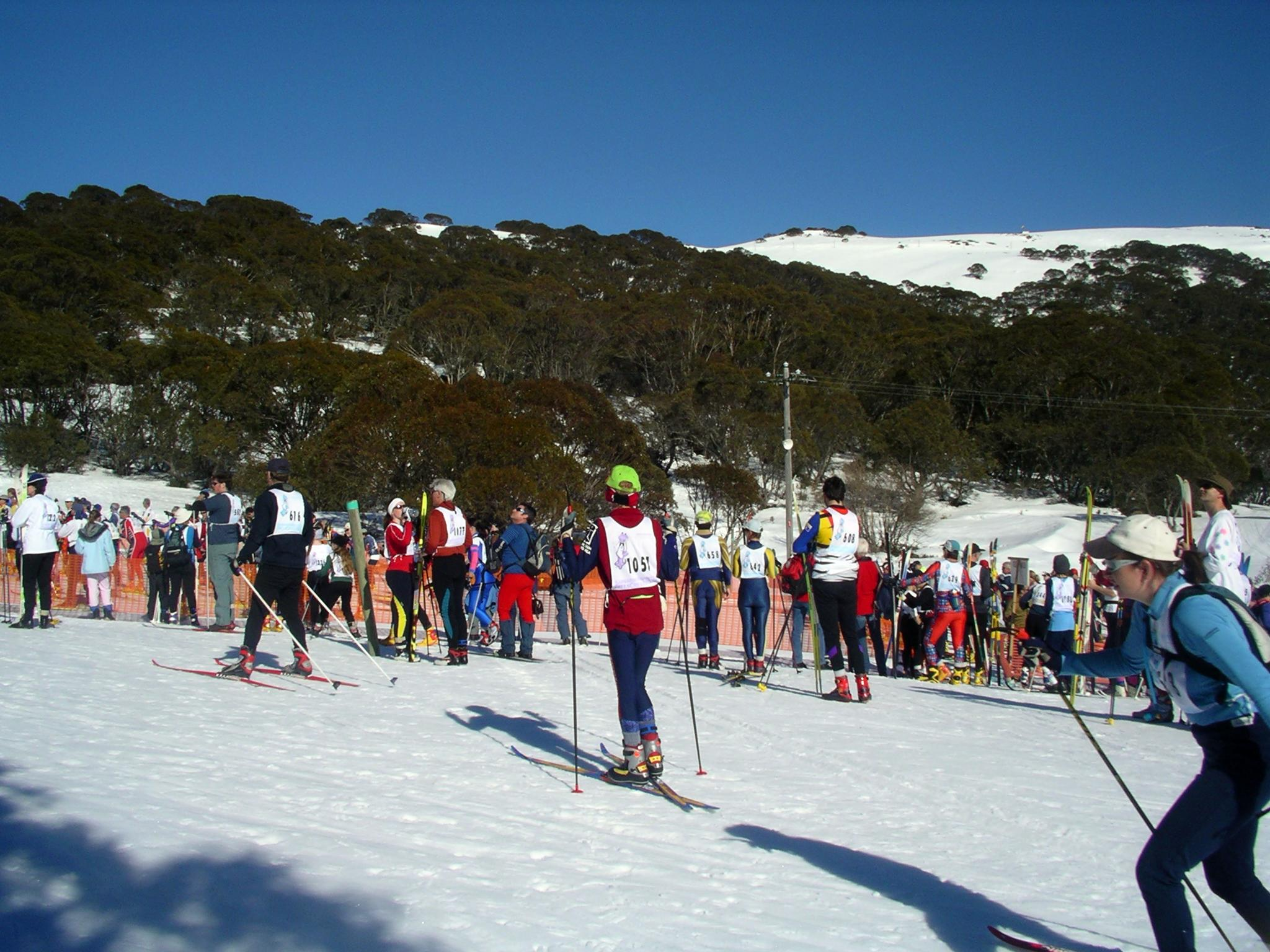
Kangaroo Hoppet de 2005, en la estación de esquí Falls Creek, en los Alpes Australianos.

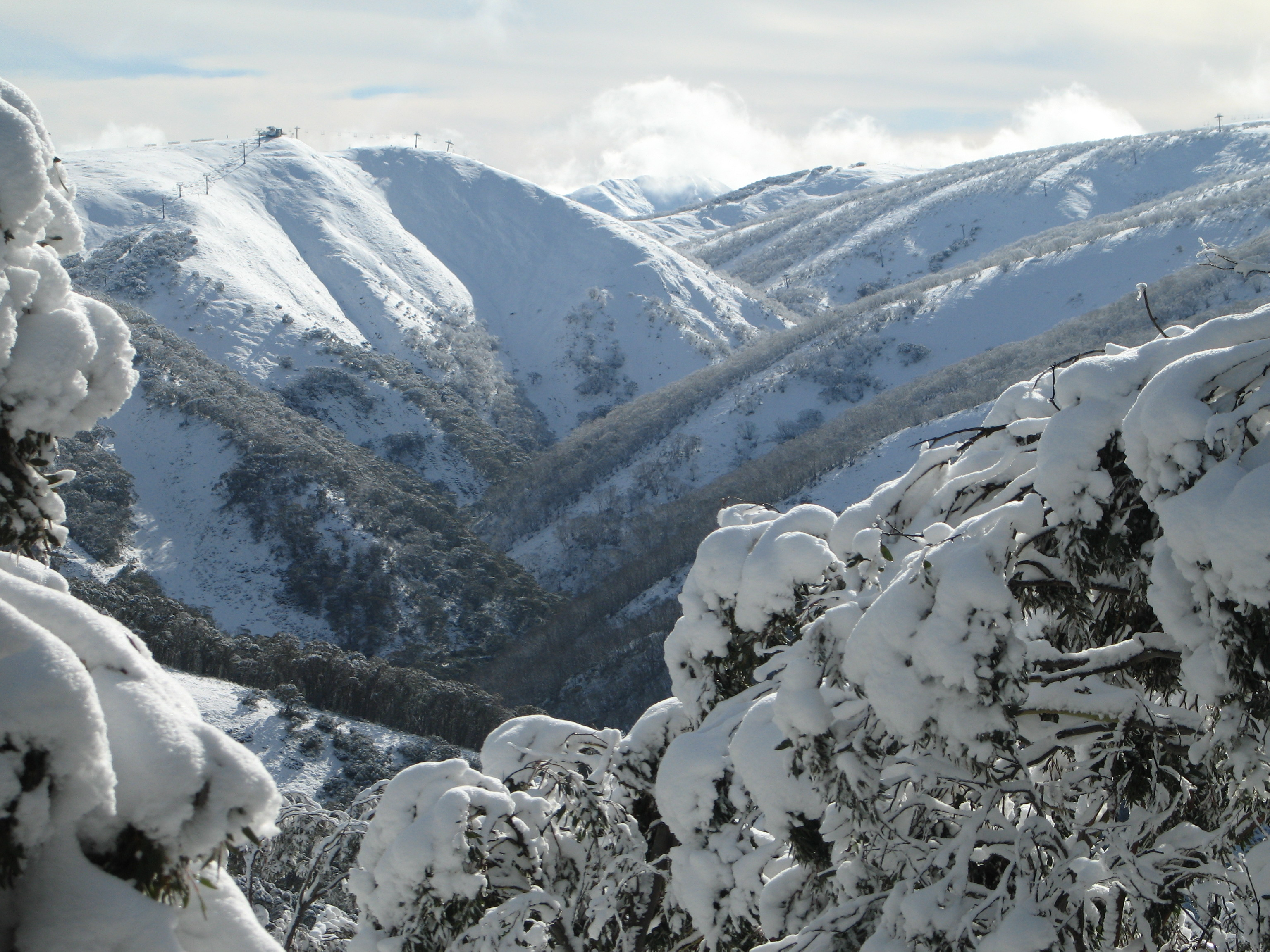
El Monte Hotham, en los Alpes Australianos, es uno de los principales enclaves de esquí del país.

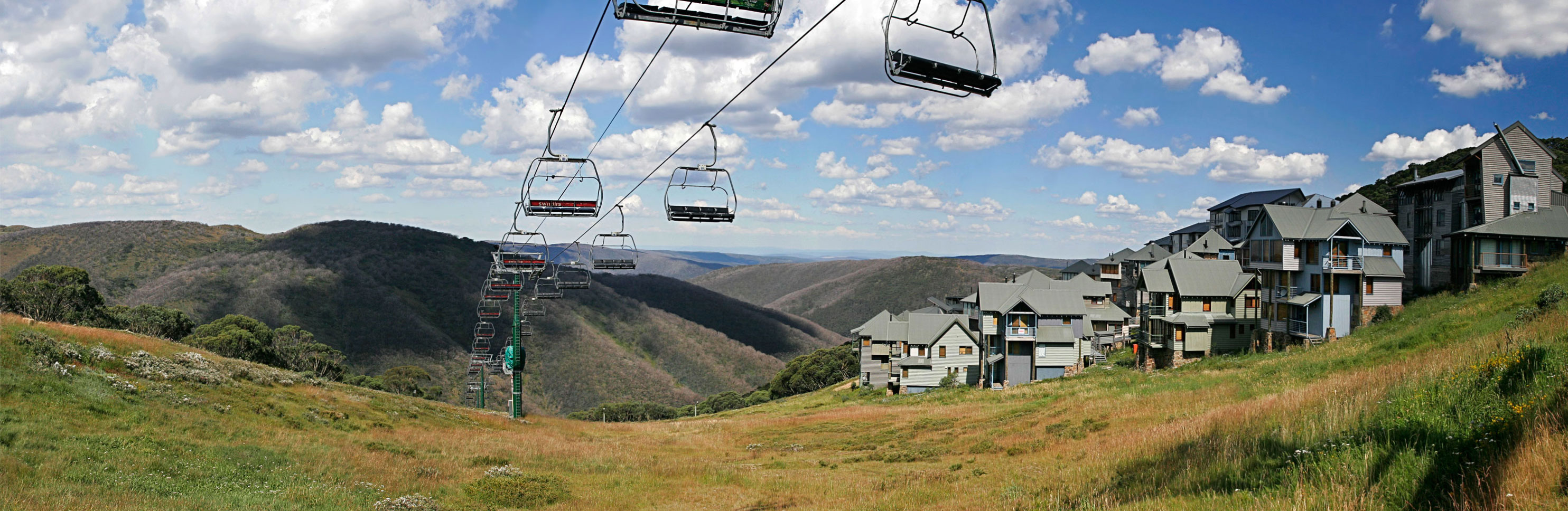
Las temporadas de esquí en Australia se extienden apenas tres meses al año. Panorama del Monte Hotham en verano.

Australia es un país generalmente considerado como una gran potencia en deportes de verano, sin embargo se practican también una serie de deportes de invierno, aunque en mucha menor medida que en los países de Europa o Norteamérica. Se puede encontrar nieve en los Alpes Australianos y también en diversos lugares del estado de Tasmania. Los Alpes Australianos son frecuentados por residentes de ciudades como Sídney o Camberra, en viajes para esquiar de fin de semana; mientras que el esquí de Tasmanía es de ámbito casi exclusivo para los ciudadanos de la isla. A pesar de esto, no existen pistas de esquí lo suficientemente rápidas o largas para competiciones de esquí alpino, y la temporada de nieves esquiables es muy corta, de alrededor de unos tres meses al año.
En 2004 se construyó una pista de mogul en las Montañas Nevadas, llamada Toppa's Dream. El Mount Buller World Aerials es un evento anual, englobado en la Copa del Mundo de Aerial y el primero de su calendario. Los esquiadores que practican el aerial entrenan principalmente sobre el agua antes de intentar los saltos sobre la nieve. Así era el caso de Alisa Camplin, antes de su retiro en el verano de 2006, que se entrenaba en lagos cercanos a Melbourne. La Kangaroo Hoppet es una de las series de carreras de esquí de fondo o nórdico organizadas por la Federación de Esquí Worldloppet, se celebra anualmente y atrae a participantes de varios países. Los saltos de esquí no existen actualmente en el panorama deportivo australiano.
Muchas de las grandes ciudades cuentan con pabellones y pistas de hielo, que permiten la práctica de deportes de invierno como el hockey sobre hielo, o el patinaje, tanto artístico como de velocidad. A pesar de climas subtropicales, la ciudad de Sídney acogió el Campeonato Mundial de Patinaje de Velocidad en el año 1991, en el que Australia ganó el evento masculino de relevos. También Brisbane fue sede de los Juegos Goodwill de 2001, que incluían pruebas de patinaje artístico.
En Australia no hay pistas donde practicar bobsleigh, luge, o skeleton (de hecho no hay construida ninguna en el hemisferio sur), pero sí que existe una pista de entrenamiento sin hielo en la ciudad de Melbourne, donde se entrena el equipo nacional de bobsleigh.

## Participaciones por deporte
El Instituto Olímpico de Invierno de Australia tiene programas de desarrollo deportivo en esquí alpino, esquí acrobático (aerial y mogul), snowboard, patinaje de velocidad, patinaje artístico y, junto al Instituto Australiano de Deporte, en skeleton. Australia también compitió en biatlón, esquí de fondo, bobsleigh y luge en los Juegos Olímpicos de 2006.

### Esquí alpino
Australia ha competido en pruebas de esquí alpino en todos los juegos desde 1952. La primera esquiadora australiana, Christine Davy, compitió en 1956. Malcolm Milne, cuyo hermano Ross Milne murió entrenando en los Juegos Olímpicos de 1964, ganó un evento de la Copa del Mundo de descenso en Val d'Isère, Francia, en 1969. El año siguiente quedó tercero en el Campeonato del Mundo de descenso, por lo que fue considerado una buena opción para conseguir una medalla olímpica en los juegos de 1972, pero una lesión de rodilla y una caída imposibilitaron dichos objetivos.
Steven Lee representó a Australia en tres Juegos de Invierno, y ganó una Copa del Mundo en 1985 en Furano, Japón, en el evento supergigante, siendo el segundo australiano que lo conseguía. Zali Steggall ganó el segundo bronce olímpico en la prueba de eslalon de 1998. Un total de cuatro esquiadores participaron en este deporte en los últimos juegos de 2006.

### Biatlón
La participación de Australia en el biatlón, prueba que combina el esquí nórdico con elementos de tiro al blanco haciendo uso de rifles, comenzó en los juegos de 1984, y a excepción de 2002 ha participado en todas las pruebas desde entonces. El mejor resultado de estas participaciones fue la de Kerryn Rim, quien obtuvo un octavo puesto en la prueba individual de 15 kilómetros femenina de 1994. La última participación fue la de Cameron Morton, compitiendo en las pruebas de 10 y 20 km masculinas en 2006.

### Patinaje artístico
La primera vez que compitió Australia en esta modalidad de patinaje fue en 1952, repitiendo en las ediciones de los juegos de 1965 y 1960. Después de varios años de parón, volvió a acudir a la prueba en los juegos de 1976, no volviendo a fallar al evento hasta el momento desde entonces. A lo largo de las primeras participaciones, los patinadores australianos sumaron diversos últimos puestos en la clasificación, pero paulatinamente llegaron mejores resultados, siendo el mejor de ellos un décimo puesto conseguido por Anthony Liu en el evento masculino de 2002.

### Esquí acrobático
Australia ha competido en la modalidad mogul en todas las olimpiadas desde que la prueba se hizo oficial en 1992, y también participó en ella en 1988, cuando se practicó a modo de demostración. Lo mismo se puede decir de la modalidad aerial, que se hizo oficial en 1994, y tuvo representantes australianos en la edición de demostración de 1992. El aerial femenino es una de las disciplinas donde mejor se desempeña la delegación australiana, con un gran número de gimnastas reconvertidas a la especialidad. En 2002, Kirstie Marshall y Jacqui Cooper sonaron como grandes aspirantes a hacerse con alguna de las medallas de la prueba; sin embargo, fue Alisa Camplin quien se llevó la medalla de oro para los aussie.
En los juegos de 2006 participaron un total de nueve esquiadores australianos, cuatro mujeres en aerial y cuatro hombres y una mujer en mogul. El canadiense nacionalizado australiano Dale Begg-Smith defendió su condición de mejor situado en la clasificación mundial, consiguiendo la medalla de oro en mogul. En la misma prueba, Nicholas Fisher quedó en el puesto número doce. En cuanto a la prueba aerial femenina, después de la lesión en las clasificatorias de Lydia Ierodiaconou, consiguieron entrar en la final la ya medallista Alisa Camplin y Jaqui Cooper. Camplin, con el bronce conseguido, se convirtió en el primer deportista australiano en conseguir dos medallas en dos juegos consecutivos, mientras que Cooper acabó en octavo puesto.

### Esquí nórdico
Por esquí nórdico se entienden las pruebas de esquí de fondo, además de los saltos de esquí. Australia suma un total de seis participaciones totales en eventos de esquí de fondo —en 1952, 1960, 1968, 1980, 1998 y 2006—. Sin embargo nunca ha participado en los saltos, y el único australiano en disputar la combinada nórdica fue Hal Nerdal en 1960. En los Juegos Olímpicos de Vancouver 2010 se espera la inclusión de los saltos femeninos, aunque desde la ejecutiva del Instituto Olímpico de Invierno Australiano se descarta que puedan participar saltadoras australianas, debido al difícil acceso de instalaciones para el entrenamiento.
En los juegos de 2006, un total de tres esquiadores disputaron pruebas de esquí de fondo, siendo el grupo más numeroso de todas las ediciones. La esquiadora Clare-Louise Brumley fue la única que pudo acceder a la final, en el evento de 15 km femenino, quedando finalmente en el puesto 42.

### Pruebas de trineo
El primer australiano en competir en bobsleigh no representó al país oceánico, sino al Reino Unido. Frederick McEvoy formó parte de los equipos británicos de dos y cuatro personas de 1936, consiguiendo un cuarto puesto y una medalla de bronce. La primera participación de Australia en bobsleigh se produjo en 1988, y desde entonces solo faltó a la cita olímpica de 2002. Paul Narracott se convirtió en el primer australiano en haber competido en unos juegos de verano y también en los de invierno, después de que participara como atleta en los Juegos Olímpicos de Los Ángeles 1984 y formara parte del equipo australiano de bobsleigh en 1992. En cuanto al luge, Australia participó en 1992, 1994 y 2006; mientras que en skeleton debutó en 2006, después de no acudir a Salt Lake City.
Australia compitió por primera vez en los tres deportes en 2006. En bobsleigh, Australia estuvo representada en las pruebas de parejas masculinas y femeninas. El Comité Olímpico Australiano intentó sin éxito que se descalificase al equipo brasileño masculino, debido al supuesto dopaje de Armando dos Santos, esperando que Australia ocupara así el puesto brasileño. El único representante en luge, Hannah Campbell-Pegg, acabó en el puesto 23. En skeleton, la surfista Michelle Steele fue elegida en un programa destinado a seleccionar aspirantes a medallas entre deportistas no relacionados con la nieve. Sin embargo, la inexperiencia y la intimidación de la pista hicieron que acabase en el puesto número 13 de la clasificación.

### Patinaje de velocidad

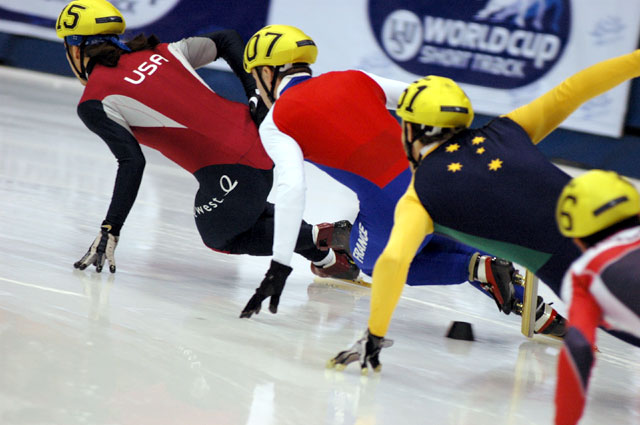
Mark McNee, el tercero en la imagen, representando a Australia en una prueba de la Copa del Mundo en 2004, vistiendo el uniforme australiano con los típicos colores verdes y dorados, y las estrellas de la Crux. McNee participó en los Juegos Olímpicos de 2006.

El debut de Australia en los Juegos Olímpicos de Invierno se produjo con la participación de Kenneth Kennedy en este deporte en 1936. A excepción de 1964, y los juegos sin presencia australiana, se han visto patinadores australianos en pruebas de patinaje de velocidad, o de velocidad en pista corta en todas las citas olímpicas desde entonces. Desde los años 1950, este deporte se convirtió en uno de los más destacables en cuanto a resultados australianos en deportes de invierno, con los séptimos puestos de Colin Hickey en las pruebas de 500 y 1000 metros de los juegos de 1956. Colin Coates subió un puesto más en 1976, quedando sexto en el evento de los 10 km, habiendo participado en un total de seis olimpiadas, desde 1968 hasta 1988.
Los mejores resultados comenzaron a llegar fuera del ámbito olímpico, con la victoria del equipo de relevos en el evento del Campeonato del Mundo celebrado en Sídney en 1991. Estos resultados llegaron también a las olimpiadas con la medalla de bronce, conseguida por el mismo equipo en 1994, la primera de las medallas australianas. Pero dicho equipo aún conseguiría dar más triunfos al país austral, pues uno de sus integrantes, Steven Bradbury logró la primera medalla de oro para Australia en Salt Lake City 2002. En 2006, un total de seis patinadores compitieron en pruebas de pista corta, pero ninguno lo hizo en las carreras de larga distancia.

### Deportes de equipo
El equipo nacional de hockey sobre hielo solo ha conseguido disputar los juegos en una ocasión, en 1960. El equipo perdió todos los partidos de la liguilla inicial y quedó como último clasificado, en noveno lugar. En cuanto al curling, ningún equipo australiano ha participado nunca olímpicamente de forma oficial, pero sí cuando era aún un deporte de demostración.

### Snowboard
Zeke Steggall, hermano del medallista Zali Steggall, protagonizó las dos primeras apariciones de Australia en el snowboard olímpico, en 1998 y 2002. En 2006 se compitió por primera vez en los tres eventos, tanto en hombres, como en mujeres. El equipo estuvo formado por un total de nueve deportistas, tres hombres y dos mujeres tomaron parte en el half pipe, con un quinto puesto en el evento femenino de Torah Bright como mejor resultado. En la modalidad "campo a través" Damon Hayler quedó en séptimo lugar, y en el eslalon gigante no pudieron meterse en la final masculina ni tampoco en la femenina.

## Resumen de participaciones
| Olimpiada                   | Atletas                | Mejor resultado        | Atleta                        | Evento                      | Abanderado apertura    | Abanderado clausura    |
| --------------------------- | ---------------------- | ---------------------- | ----------------------------- | --------------------------- | ---------------------- | ---------------------- |
| Garmisch-Partenkirchen 1936 | 1                      | 29                     | Kenneth Kennedy               | 500m patinaje de velocidad  |                        |                        |
| 1940 y 1944                 | Segunda Guerra Mundial | Segunda Guerra Mundial | Segunda Guerra Mundial        | Segunda Guerra Mundial      | Segunda Guerra Mundial | Segunda Guerra Mundial |
| Sankt-Moritz 1948           | Sin participación      | Sin participación      | Sin participación             | Sin participación           | Sin participación      | Sin participación      |
| Oslo 1952                   | 9                      | 10                     | Adrian Swan                   | Patinaje artístico          |                        |                        |
| Cortina d'Ampezzo 1956      | 10                     | 7                      | Colin Hickey                  | 500m patinaje de velocidad  |                        |                        |
| Squaw Valley 1960           | 31                     | 12                     | Jacqueline Mason Mervyn Bower | Patinaje artístico, parejas | Vic Ekburg             |                        |
| Innsbruck 1964              | 6                      | 27                     | Christine Smith               | Descenso                    |                        |                        |
| Grenoble 1968               | 3                      | 24                     | Malcolm Milne                 | Descenso y slalom           | Malcolm Milne          |                        |
| Sapporo 1972                | 4                      | 18                     | Colin Coates                  | 10 km patinaje de velocidad |                        |                        |
| Innsbruck 1976              | 8                      | 6                      | Colin Coates                  | 10 km patinaje de velocidad | Colin Coates           |                        |
| Lake Placid 1980            | 10                     | 17                     | Jacqui Cowderoy               | Slalom                      | Robert McIntyre        |                        |
| Sarajevo 1984               | 11                     | 19                     | Steven Lee                    | Descenso                    | Colin Coates           |                        |
| Calgary 1988                | 18                     | 10                     | Danny Kah                     | 5 km patinaje de velocidad  | Michael Richmond       |                        |
| Albertville 1992            | 23                     | 7                      | Equipo de relevos             | 5 km patinaje de velocidad  | Danny Kah              |                        |
| Lillehammer 1994            | 27                     | 3                      | Equipo de relevos             | 5 km patinaje de velocidad  | Kirstie Marshall       | Kirstie Marshall       |
| Nagano 1998                 | 24                     | 3                      | Zali Steggall                 | Slalom                      | Richard Nizielski      | Zali Steggall          |
| Salt Lake City 2002         | 27                     | 1                      | Steven Bradbury               | 1 km patinaje de velocidad  | Adrian Costa           | Steven Bradbury        |
| Salt Lake City 2002         | 27                     | 1                      | Alisa Camplin                 | Aerial                      | Adrian Costa           | Steven Bradbury        |
| Turín 2006                  | 40                     | 1                      | Dale Begg-Smith               | Mogul                       | Alisa Camplin          | Dale Begg-Smith        |

### Medallas
Medallas obtenidas por el equipo australiano a lo largo de su participación en los Juegos Olímpicos de invierno.
| Evento | Oro | Plata | Bronce | Total |
| ------ | --- | ----- | ------ | ----- |
| 1994   | 0   | 0     | 1      | 1     |
| 1998   | 0   | 0     | 1      | 1     |
| 2002   | 2   | 0     | 0      | 2     |
| 2006   | 1   | 0     | 1      | 2     |
| 2010   | 2   | 1     | 0      | 3     |
| 2014   | 0   | 2     | 1      | 3     |
| Total  | 5   | 3     | 4      | 12    |

## Australia en los Juegos Paralímpicos de Invierno
Ha participado en todos los Juegos Paralímpicos de Inverno, desde que comenzaron en 1976. Las primeras medallas llegaron en 1992, dos años antes de la primera olímpica, y desde ese año no se ha caído del medallero en las sucesivas ediciones. Todas las medallas conseguidas han sido en pruebas de esquí alpino.
En 1992 se consiguieron cuatro medallas, siendo una de oro, otra de plata y dos de bronce. Michael Milton, un esquiador alpino amputado, ganó el oro del slalom y una plata en el supergigante (super-G). David Munk, esquiador parapléjico en silla de ruedas, también obtuvo un bronce en el super-G. Michael Norton consiguió el bronce restante, en el descenso.
En 1994 Australia conquistó un total de nueve medallas paralímpicas, tres de ellas de oro, dos de plata y cuatro de bronce. Milton sumó tres nuevas medallas a las ya ganadas en 1992, con un oro en el slalom gigante, una plata en descenso y un bronce en el super-G. Norton ganó los oros del slalom y el super-G. James Paterson, un esquiador con parálisis cerebral, ganó una plata en descenso y un bronce en el slalom gigante. Munk consiguió un bronce en el slalom gigante. Las diferentes discapacidades tienen distintos eventos, hecho que explica que Paterson y Munk consiguieran ambos un bronce en el slalom gigante. En 1998 tan solo se consiguieron dos medallas, ambas ganadas por Paterson, un oro en descenso y un bronce en slalom.
En 2002, el contador de medallas se quedó en siete, con la considerable suma de seis oros y una plata. Milton se consagró como un gran dominador del esquí alpino paralímpico, después de conquistar los oros en descenso, super-G, eslalon gigante y slalom. Bart Bunting, esquiador con vista reducida guiado por Nathan Chivers, ganó dos oros en descenso y super-G, y una plata en el slalom gigante.

En 2006 compitió la primera esquiadora paralímpica de Australia, Emily Jansen, con una pierna amputada desde la rodilla. James Millar, nacido sin brazo derecho, fue el primer esquiador de fondo australiano en las paralimpiadas desde 1980. Millar también compitió en biatlón. Los juegos fueron los últimos para Milton, quien se despidió ganando una plata en el descenso. A esta medalla solo se pudo sumar un bronce de Toby Kane en el super-G.
En el medallero global de las paralimpiadas de invierno Australia ocupa el puesto número 16, con un total de 24 medallas.

### Medallas
| Paralimpiada | Oros | Platas | Bronces | Total |
| ------------ | ---- | ------ | ------- | ----- |
| 1992         | 1    | 1      | 2       | 4     |
| 1994         | 3    | 2      | 4       | 9     |
| 1998         | 1    | 0      | 1       | 2     |
| 2002         | 6    | 1      | 0       | 7     |
| 2006         | 0    | 1      | 1       | 2     |
| 2010         | 0    | 1      | 3       | 4     |
| 2014         | 0    | 0      | 2       | 2     |
| Total        | 11   | 6      | 13      | 30    |